# یورایدلا، استرالیای جنوبی
یورایدلا (به انگلیسی: Uraidla) یک شهرک در استرالیا است که در استرالیای جنوبی واقع شده‌است.